# 핀란드의 재무장관
핀란드의 재무장관(핀란드어: Suomen valtiovarainministeri 수오멘 발티오바라인미니스테리[*])은 핀란드 국가평의회에 입각하는 각료 중 한 명으로서, 재무부의 총책임자다. 
핀란드 재무부에는 재무장관 외에 제2재무장관이라는 정무직도 있는데, 이 직책은 시기에 따라 세무장관(veroministeri), 행정지방장관(hallinto- ja kuntaministeri), 지방개혁장관(kunta- ja uudistusministeriksi) 등으로 불리는 이름이 바뀌어왔다.
| 역대 장관                                                       | 역대 장관                                                       | 역대 장관                                                       | 역대 장관                                                       | 역대 장관                                                       |
| 재무국장( valtiovaraintoimituskunnan päällikkö : 1822년-1918년) | 재무국장( valtiovaraintoimituskunnan päällikkö : 1822년-1918년) | 재무국장( valtiovaraintoimituskunnan päällikkö : 1822년-1918년) | 재무국장( valtiovaraintoimituskunnan päällikkö : 1822년-1918년) | 재무국장( valtiovaraintoimituskunnan päällikkö : 1822년-1918년) |
| 각료                                                            | 정당                                                            | 정당                                                            | 임기                                                            | 원로원                                                          |
| --------------------------------------------------------------- | --------------------------------------------------------------- | --------------------------------------------------------------- | --------------------------------------------------------------- | --------------------------------------------------------------- |
| 안데르스 헨리크 팔크                                            |                                                                 | 무소속                                                          | 1822년 10월 1일-1826년 3월 1일                                  | 만네르헤임                                                      |
| 안데르스 헨리크 팔크                                            | 1826년 3월 1일-1828년 1월 12일                                  | 무소속                                                          | 폰 보른                                                         |                                                                 |
| 안데르스 헨리크 팔크                                            | 1828년 1월 12일-1833년 4월 10일                                 | 무소속                                                          | 팔크                                                            |                                                                 |
| 칼 에드바르드 아브 헤우를린                                     |                                                                 | 무소속                                                          | 1840년 5월 1일-1841년 10월 1일                                  | 햬르네                                                          |
| 라르스 가브리엘 폰 하르트만                                     |                                                                 | 무소속                                                          | 1841년 10월 1일-1858년 4월 29일                                 | 폰 하르트만                                                     |
| 파비안 랑겐스키욀드                                             |                                                                 | 무소속                                                          | 1858년 4월 29일-1863년 4월 12일                                 | 노르덴스탐                                                      |
| 악셀 루드비그 보른                                              |                                                                 | 무소속                                                          | 1863년 4월 12일-1863년 7월 1일                                  | 노르덴스탐                                                      |
| 요한 빌헬름 스넬만                                              |                                                                 | 무소속                                                          | 1863년 7월 1일-1868년 7월 15일                                  | 노르덴스탐                                                      |
| 로베르트 폰 트라프                                              |                                                                 | 무소속                                                          | 1868년 7월 15일-1871년 4월 21일                                 | 노르덴스탐                                                      |
| 클라스 헤르만 몰란데르                                          |                                                                 | 무소속                                                          | 1871년 5월 5일-1882년 10월 1일                                  | 노르덴스탐                                                      |
| 클라스 헤르만 몰란데르                                          | 1882년 10월 1일-1885년 10월 1일                                 | 무소속                                                          | 아브 포르셀레스                                                 |                                                                 |
| 클라스 헤르만 몰란데르                                          | 1885년 10월 1일-1891년 11월 23일                                | 무소속                                                          | 폰 트로일                                                       |                                                                 |
| 클라스 헤르만 몰란데르                                          | 1891년 11월 23일-1897년 12월 3일 †                              | 무소속                                                          | 투데르                                                          |                                                                 |
| 구스타프 로베르트 알프레드 카펜티에르                           |                                                                 | ???                                                             | 투데르                                                          | 1897년 12월 28일-1900년 8울 27일                                |
| 헨리크 빌레하드 오케르만                                        |                                                                 | ???                                                             | 투데르                                                          | 1900년 8월 27일-1900년 10월 19일                                |
| 구스타프 에사이아스 펠만                                        |                                                                 | ???                                                             | 1900년 10월 19일-1905년 3월 29일                                | 린데르                                                          |
| 구스타프 에사이아스 펠만                                        | 1905년 3월 29일-1905년 11월 11일                                | ???                                                             | 스트렝                                                          |                                                                 |
| 카스트렌 안텔                                                   |                                                                 | 스웨덴당                                                        | 1905년 12월 1일-1906년 10월 15일                                | 메켈린                                                          |
| 테오도르 베겔리우스                                             |                                                                 | 스웨덴당                                                        | 1906년 11월 1일-1908년 8월 1일                                  | 메켈린                                                          |
| 유호 쿠스티 파시키비                                            |                                                                 | 핀란드당                                                        | 1908년 8월 1일-1909년 11월 13일                                 | 혤트                                                            |
| 빅토르 헤들룬드                                                 |                                                                 | 핀란드당                                                        | 1909년 10월 14일-1917년 3월 26일                                | 마르코프                                                        |
| 빅토르 헤들룬드                                                 | 1913년-1917년 3월 26일                                          | 핀란드당                                                        | 보로비티노프                                                    |                                                                 |
| 배이뇌 탄네르                                                   |                                                                 | 사회민주당                                                      | 1917년 3월 26일–1917년 9월 8일                                  | 토코이                                                          |
| 안티 툴렌헤이모                                                 |                                                                 | 핀란드당                                                        | 1917년 9월–1917년 11월 27일                                     | 세탤래                                                          |
| 유하니 아라얘르비                                               |                                                                 | 핀란드당                                                        | 1917년 11월 27일–1918년 5월 27일                                | 제1차 스빈후부드                                                |
| 유하니 아라얘르비                                               | 1918년 5월 27일–1918년 11월 27일                                | 핀란드당                                                        | 제1차 파시키비                                                  |                                                                 |
| 재무장관( valtiovarainministeri : 1918년-현재) [ 1 ]            |                                                                 |                                                                 |                                                                 |                                                                 |
| 각료                                                            | 정당                                                            | 정당                                                            | 임기                                                            | 내각                                                            |
| 카를로 카스트렌                                                 |                                                                 | 국민진보당                                                      | 1918년 11월 27일–1919년 4월 17일                                | 제1차 잉그만                                                    |
| 아우구스트 람사위                                               |                                                                 | 스웨덴인당                                                      | 1919년 4월 17일–1919년 8월 15일                                 | K. 카스트렌                                                     |
| 요하네스 루드손                                                 |                                                                 | 국민진보당                                                      | 1919년 8월 15일–1920년 3월 15일                                 | 제1차 벤놀라                                                    |
| 요나탄 바르티오바라                                             |                                                                 | 국민연합당                                                      | 1920년 3월 15일–1921년 4월 9일                                  | 에리히                                                          |
| 리스토 뤼티                                                     |                                                                 | 국민진보당                                                      | 1921년 4월 9일–1922년 6월 2일                                   | 제2차 벤놀라                                                    |
| 에른스트 그로스텐                                               |                                                                 | 무소속                                                          | 1922년 6월 2일–1922년 11월 14일                                 | 제1차 카얀데르                                                  |
| 리스토 뤼티                                                     |                                                                 | 국민진보당                                                      | 1922년 11월 14일–1924년 1월 18일                                | 제1차 칼리오                                                    |
| 후고 렐란데르                                                   |                                                                 | 무소속                                                          | 1924년 1월 18일–1924년 5월 31일                                 | 제2차 카얀데르                                                  |
| 위리외 풀키넨                                                   |                                                                 | 국민연합당                                                      | 1924년 5월 31일–1925년 3월 31일                                 | 제2차 잉그만                                                    |
| 후고 렐란데르                                                   |                                                                 | 무소속                                                          | 1925년 3월 31일–1925년 12월 31일                                | 툴렌헤이모                                                      |
| 퀴외스티 얘르비넨                                               |                                                                 | 국민연합당                                                      | 1925년 12월 31일–1926년 12월 13일                               | 제2차 칼리오                                                    |
| 한네스 뤼외매                                                   |                                                                 | 사회민주당                                                      | 1926년 12월 13일–1927년 12월 17일                               | 탄네르                                                          |
| 유호 니우카넨                                                   |                                                                 | 농업동맹                                                        | 1927년 12월 17일-1928년 12월 22일                               | 제1차 수닐라                                                    |
| 후고 렐란데르                                                   |                                                                 | 무소속                                                          | 1928년 12월 22일-1929년 8월 16일                                | 만테레                                                          |
| 튀코 레이니카                                                   |                                                                 | 농업동맹                                                        | 1929년 8월 16일-1930년 7월 4일                                  | 제3차 칼리오                                                    |
| 유호 벤놀라                                                     |                                                                 | 국민진보당                                                      | 1930년 7월 4일-1931년 3월 21일                                  | 제2차 스빈후부드                                                |
| 퀴외스티 얘르비넨                                               |                                                                 | 국민연합당                                                      | 1931년 3월 21일-1932년 12월 14일                                | 제2차 수닐라                                                    |
| 후고 렐란데르                                                   |                                                                 | 무소속                                                          | 1932년 12월 14일-1936년 10월 7일                                | 키비매키                                                        |
| 유호 니우카넨                                                   |                                                                 | 농업동맹                                                        | 1936년 10월 7일-1937년 3월 12일                                 | 제4차 칼리오                                                    |
| 배이뇌 탄네르                                                   |                                                                 | 사회민주당                                                      | 1937년 3월 12일-1939년 12월 1일                                 | 제3차 카얀데르                                                  |
| 마우노 페칼라                                                   |                                                                 | 사회민주당                                                      | 1939년 12월 1일–1940년 3월 27일                                 | 제1차 뤼티                                                      |
| 마우노 페칼라                                                   | 1940년 3월 27일–1941년 1월 4일                                  | 사회민주당                                                      | 제2차 뤼티                                                      |                                                                 |
| 마우노 페칼라                                                   | 1941년 1월 4일–1942년 5월 22일                                  | 사회민주당                                                      | 랑겔                                                            |                                                                 |
| 배이뇌 탄네르                                                   |                                                                 | 사회민주당                                                      | 랑겔                                                            | 1942년 5월 22일–1943년 3월 5일                                  |
| 배이뇌 탄네르                                                   | 1943년 3월 5일–1944년 8월 8일                                   | 사회민주당                                                      | 링코미에스                                                      |                                                                 |
| 온니 힐투넨                                                     |                                                                 | 사회민주당                                                      | 1944년 8월 8일-1944년 9월 21일                                  | 하크첼                                                          |
| 온니 힐투넨                                                     | 1944년 9월 21일-1944년 11월 17일                                | 사회민주당                                                      | U. 카스트렌                                                     |                                                                 |
| 요한 헬로                                                       |                                                                 | 사회민주당                                                      | 1944년 11월 17일-1945년 4월 17일                                | 제2차 파시키비                                                  |
| 요한 헬로                                                       | 인민민주동맹                                                    |                                                                 | 1944년 11월 17일-1945년 4월 17일                                | 제2차 파시키비                                                  |
| 사카리 투오미오야                                               |                                                                 | 국민진보당                                                      | 1945년 4월 17일-1945년 7월 17일                                 | 제3차 파시키비                                                  |
| 랄프 퇴른그렌                                                   |                                                                 | 스웨덴인당                                                      | 1945년 7월 17일-1946년 3월 26일                                 | 제3차 파시키비                                                  |
| 랄프 퇴른그렌                                                   | 1946년 3월 26일-1948년 7월 29일                                 | 스웨덴인당                                                      | 페칼라                                                          |                                                                 |
| 온니 힐투넨                                                     |                                                                 | 사회민주당                                                      | 1948년 7월 29일-1950년 3월 17일                                 | 제1차 파게르홀름                                                |
| 비에노 유시 숙셀라이넨                                          |                                                                 | 농업동맹                                                        | 1950년 3월 17일-1951년 1월 17일                                 | 제1차 케코넨                                                    |
| 온니 힐투넨                                                     |                                                                 | 사회민주당                                                      | 1951년 1월 17일-1951년 9월 20일                                 | 제2차 케코넨                                                    |
| 빌료 란탈라                                                     |                                                                 | 사회민주당                                                      | 1951년 9월 20일-1953년 7월 9일                                  | 제3차 케코넨                                                    |
| 유호 니우카넨                                                   |                                                                 | 농업동맹                                                        | 1953년 7월 9일-1953년 11월 17일                                 | 제4차 케코넨                                                    |
| 투레 유닐라                                                     |                                                                 | 국민연합당                                                      | 1953년 11월 17일-1954년 5월 5일                                 | 투오미오야                                                      |
| 비에노 유시 숙셀라이넨                                          |                                                                 | 농업동맹                                                        | 1954년 5월 7일-1954년 10월 20일                                 | 퇴른그렌                                                        |
| 페나 테르보                                                     |                                                                 | 사회민주당                                                      | 1954년 10월 20일-1956년 2월 26일 †                              | 제5차 케코넨                                                    |
| 아레 시모넨                                                     |                                                                 | 사회민주당                                                      | 1956년 3월 3일-1957년 5월 27일                                  | 제2차 파게르홀름                                                |
| 밀스 메이난데르                                                 |                                                                 | 스웨덴인당                                                      | 1957년 5월 27일-1957년 7월 2일                                  | 제1차 숙셀라이넨                                                |
| 마르티 미에투넨                                                 |                                                                 | 농업동맹                                                        | 1957년 7월 2일-1957년 11월 29일                                 | 제1차 숙셀라이넨                                                |
| 라우리 히에타넨                                                 |                                                                 | 무소속                                                          | 1957년 11월 29일-1958년 4월 26일                                | 폰 피안트                                                       |
| 일모 누르멜라                                                   |                                                                 | 무소속                                                          | 1958년 4월 26일-1958년 8월 29일                                 | 쿠스코스키                                                      |
| 패이비외 헤테매키                                               |                                                                 | 국민연합당                                                      | 1958년 8월 29일-1959년 1월 13일                                 | 제3차 파게르홀름                                                |
| 비흐퇴 사랼라                                                   |                                                                 | 농업동맹                                                        | 1959년 1월 13일-1961년 7월 14일                                 | 제2차 숙셀라이넨                                                |
| 비흐퇴 사랼라                                                   | 1961년 7월 14일-1962년 4월 13일                                 | 농업동맹                                                        | 제1차 미에투넨                                                  |                                                                 |
| 오스모 페카 카르투넨                                            |                                                                 | 국민연합당                                                      | 1962년 4월 13일-1963년 12월 13일                                | 제1차 카랼라이넨                                                |
| 마우노 유실라                                                   |                                                                 | 농업동맹                                                        | 1963년 12월 13일-1963년 12월 18일                               | 제1차 카랼라이넨                                                |
| 에스코 레콜라                                                   |                                                                 | 무소속                                                          | 1963년 12월 18일-1964년 9월 12일                                | 레흐토                                                          |
| 에사 카이틸라                                                   |                                                                 | 인민당                                                          | 1964년 9월 12일-1966년 5월 27일                                 | 비롤라이넨                                                      |
| 에사 카이틸라                                                   | 자유인민당                                                      |                                                                 | 1964년 9월 12일-1966년 5월 27일                                 | 비롤라이넨                                                      |
| 마우노 코이비스토                                               |                                                                 | 사회민주당                                                      | 1966년 5월 27일-1967년 12월 31일                                | 제1차 파시오                                                    |
| 에이노 라우니오                                                 |                                                                 | 사회민주당                                                      | 1968년 1월 1일-1968년 3월 22일                                  | 제1차 파시오                                                    |
| 에이노 라우니오                                                 | 1968년 3월 22일-1970년 5월 14일                                 | 사회민주당                                                      | 제1차 코이비스토                                                |                                                                 |
| 패이비외 헤테매키                                               |                                                                 | 무소속                                                          | 1970년 5월 14일-1970년 7월 15일                                 | 제1차 아우라                                                    |
| 칼 올로프 탈그렌                                                |                                                                 | 스웨덴인당                                                      | 1970년 7월 15일-1971년 10월 29일                                | 제2차 카랼라이넨                                                |
| 패이비외 헤테매키                                               |                                                                 | 무소속                                                          | 1971년 10월 29일-1972년 2월 23일                                | 제2차 아우라                                                    |
| 마우노 코이비스토                                               |                                                                 | 사회민주당                                                      | 1972년 2월 23일-1972년 9월 4일                                  | 제2차 파시오                                                    |
| 요하네스 비롤라이넨                                             |                                                                 | 중앙당                                                          | 1972년 9월 4일-1975년 6월 13일                                  | 제1차 소르사                                                    |
| 헤이키 투오미넨                                                 |                                                                 | 무소속                                                          | 1975년 6월 13일-1975년 11월 30일                                | 리나마                                                          |
| 파울 파벨라                                                     |                                                                 | 사회민주당                                                      | 1975년 11월 30일-1976년 9월 29일                                | 제2차 미에투넨                                                  |
| 에스코 레콜라                                                   |                                                                 | 무소속                                                          | 1976년 9월 29일-1977년 5월 15일                                 | 제3차 미에투넨                                                  |
| 파울 파벨라                                                     |                                                                 | 사회민주당                                                      | 1977년 5월 15일-1979년 5월 26일                                 | 제2차 소르사                                                    |
| 아흐티 페칼라                                                   |                                                                 | 중앙당                                                          | 1979년 5월 26일-1982년 2월 19일                                 | 제2차 코이비스토                                                |
| 아흐티 페칼라                                                   | 1982년 2월 19일-1983년 5월 6일                                  | 중앙당                                                          | 제3차 소르사                                                    |                                                                 |
| 아흐티 페칼라                                                   | 1983년 5워 6일-1986년 1월 31일                                  | 중앙당                                                          | 제4차 소르사                                                    |                                                                 |
| 에스코 올릴라                                                   |                                                                 | 중앙당                                                          | 제4차 소르사                                                    | 1986년 2월 1일-1987년 4월 30일                                  |
| 에르키 리카넨                                                   |                                                                 | 사회민주당                                                      | 1987년 4월 30일-1990년 2월 28일                                 | 홀케리                                                          |
| 마티 로우에코스키                                               |                                                                 | 사회민주당                                                      | 1990년 3월 1일-1991년 4월 26일                                  | 홀케리                                                          |
| 이로 비나넨                                                     |                                                                 | 국민연합당                                                      | 1991년 4월 26일-1995년 4월 13일                                 | 아호                                                            |
| 이로 비나넨                                                     | 1995년 4월 13일-1996년 2월 2일                                  | 국민연합당                                                      | 제1차 리포넨                                                    |                                                                 |
| 사울리 니니스퇴                                                 |                                                                 | 국민연합당                                                      | 제1차 리포넨                                                    | 1996년 2월 2일-1999년 4월 15일                                  |
| 사울리 니니스퇴                                                 | 1999년 4월 15일-2003년 4월 17일                                 | 국민연합당                                                      | 제2차 리포넨                                                    |                                                                 |
| 안티 칼리오매키                                                 |                                                                 | 사회민주당                                                      | 2003년 4월 17일-2003년 6월 24일                                 | 얘텐매키                                                        |
| 안티 칼리오매키                                                 | 2003년 6월 24일-2005년 9월 22일                                 | 사회민주당                                                      | 제1차 반하넨                                                    |                                                                 |
| 에로 헤이낼루오마                                               |                                                                 | 사회민주당                                                      | 제1차 반하넨                                                    | 2005년 9월 23일-2007년 4월 19일                                 |
| 이위르키 카타이넨                                               |                                                                 | 국민연합당                                                      | 2007년 4월 19일-2010년 6월 22일                                 | 제2차 반하넨                                                    |
| 이위르키 카타이넨                                               | 2010년 6월 22일-2011년 6월 22일                                 | 국민연합당                                                      | 키비니에미                                                      |                                                                 |
| 유타 우르필라이넨                                               |                                                                 | 사회민주당                                                      | 2011년 6월 22일-2014년 6월 6일                                  | 카타이넨                                                        |
| 안티 린네                                                       |                                                                 | 사회민주당                                                      | 2014년 6월 6일-2014년 6월 24일                                  | 카타이넨                                                        |
| 안티 린네                                                       | 2014년 6월 24일-2015년 5월 29일                                 | 사회민주당                                                      | 스투브                                                          |                                                                 |
| 알렉산데르 스투브                                               |                                                                 | 국민연합당                                                      | 2015년 5월 29일-2016년 6월 22일                                 | 시필래                                                          |
| 페테리 오르포                                                   |                                                                 | 국민연합당                                                      | 2016년 6월 22일-현임                                            | 시필래                                                          |